# 船岡久嗣
船岡 久嗣（ふなおか ひさつぐ、1975年11月20日 - ）は、北海道出身の元NHKアナウンサー。

## 人物
北海道札幌南高等学校、早稲田大学政治経済学部卒業後、1999年NHK入局。
スキー検定1級。大相撲中継を中心に、テニスやフィギュアスケート、体操競技、バレーボール、アメリカンフットボールなど、数多くのスポーツ中継を担当しいた。
テレビアニメ『ユーリ!!! on ICE』に登場する諸岡久志アナウンサーが、船岡をモデルにしていると話題になり、NHK金沢放送局公式ツイッターで、名前を「ひさし」とよく間違われることや、実況の仕方が似ているとコメントしている。
2023年2月21日の夜、都内の元同僚の女性アナウンサーのマンション敷地内に無断で侵入したとして、警察に家宅侵入の疑いで逮捕された。またこの件で、ストーカー規制法に基づく接近禁止命令を受けた。
その後不起訴となったが、NHKは「公共メディアの職員として社会的信用を大きく損なった責任は重い」とし、同年4月21日に、船岡を諭旨免職処分とすることを決定した。なお、発令は同28日付である。

## 過去の出演番組
岡山放送局時代
- 岡山県のニュース・中継・リポート
- ひるどき日本列島

岐阜放送局時代
- ほっとイブニングぎふ（キャスター）
- ひるどき日本列島

名古屋放送局時代（1度目）（2006年8月 - 2010年6月）
- ほっとイブニング（スポーツコーナー・2006年8月 - 2007年3月、大相撲情報・2007年4月 - 2010年7月）

東京アナウンス室時代（2010年7月 - 2015年7月）
- NHKニュースおはよう日本スポーツコーナー（主として本来のキャスターが出張または休暇時）
- ウィンブルドンテニス（2011年7月）
- NHKニュースおはよう日本（土日祝スポーツキャスター・2012年4月 - 2013年3月）
- 第66回ライスボウル（ゲスト・大関稀勢の里）（2013年1月3日）
- ダルビッシュ有・シーズン初先発（完全試合達成を目前で逃した開幕第2戦・2013年4月2日）実況
- ウィンブルドンテニス（2013年7月）
- 大相撲九月場所三日目中継（ゲスト・元大関　把瑠都）（2013年9月）
- ニュースウオッチ9スポーツコーナー（本来のキャスター休暇時）
- NHK杯国際フィギュアスケート競技大会キャスター（2013年11月8日 - 10日）
- 第62回全日本相撲選手権大会（2013年12月8日）
- 第67回ライスボウル（2014年1月3日）
- 第48回スーパーボウル（2014年2月3日）
- ウィンブルドンテニス（2014年7月）
- NHK杯国際フィギュアスケート競技大会（2014年11月28日 - 30日）
- 第63回全日本相撲選手権大会（2014年12月）
- 第68回ライスボウル（2015年1月3日）
- テニスATPツアー・マスターズ1000・マドリード大会（2015年5月）

名古屋放送局時代（2度目）（2015年8月 - 2019年7月）
- 東海北陸のニュース
- NHK杯国際フィギュアスケート競技大会（2015年11月27日 - 29日）
- 黒鷲旗全日本男女選抜バレーボール大会決勝（2015年12月）
- テニスATPツアー・マスターズ1000・インディアンウェルズ大会（2016年3月）
- 第70回全日本体操競技選手権大会（2016年4月）
- 大相撲名古屋場所八日目中継（ゲスト・元プロ野球選手　山本昌）（2016年7月17日）
- 2016年リオデジャネイロオリンピック中継（飛込競技）（2016年8月）
- テニスATPツアー・マスターズ1000・上海大会（2016年10月）
- NHK杯国際フィギュアスケート競技大会・男子シングル（2016年11月25日 - 27日）
- 全豪オープンテニス（2017年1月）
- 札幌冬季アジア競技大会（2017年2月）
- 大相撲名古屋場所七日目中継（ゲスト・俳優 宮崎美子）（2017年7月15日）
- NHK杯国際フィギュアスケート競技大会・女子シングル（2017年11月10日 - 12日）
- 2018年平昌オリンピック開会式（2018年2月9日）：ラジオ実況
- 2018年平昌オリンピックラジオ中継（フィギュアスケート・カーリング女子・モーグル）
- 第72回全日本体操競技選手権大会（2018年4月）
- 大相撲名古屋場所七日目中継（ゲスト・モデル 市川紗椰）（2018年7月14日）
- 第18回アジア競技大会ジャカルタ現地キャスター（2018年8月）
- インタビューここから～浅田真央さん～（2018年11月3日）
- ありがとうを届けたい～浅田真央アイスショーへの思い～（2018年11月9日）
- NHK杯国際フィギュアスケート競技大会・男子シングル（2018年11月9日 - 11日）
- テニスATPツアー・マスターズ1000・マイアミ・オープン（2019年3月）
- 第73回全日本体操競技選手権大会（2019年4月）
- 第2回バレーボールネーションズリーグ（2019年6月11日 - 14日）
- 大相撲名古屋場所八日目中継（ゲスト・レスリング女子 吉田沙保里）（2019年7月14日）

金沢放送局時代（2019年8月 - 2022年7月）
- NHK杯国際フィギュアスケート競技大会・男子シングル（2019年11月22日 - 24日）
- にっぽん列島夕方ラジオ（ゲスト・庄司智春）（2019年12月13日）
- 全豪オープンテニス（2020年1月 - 2月）
- 第95回全日本テニス選手権（2020年11月1日）
- NHK杯国際フィギュアスケート競技大会・男子シングル（2020年11月27日 - 29日）
- 第74回全日本体操競技選手権大会（2020年12月）
- 第60回NHK杯体操選手権（2021年5月15日）
- 2020年東京オリンピック開会式（2021年7月23日）：ラジオ実況（ゲスト・増田明美）
- 2020年東京オリンピックラジオ中継（体操男子団体・体操男子個人総合・卓球）（2021年7月）
- 2020年東京パラリンピック車いすテニス：実況（2021年8月 - 9月）
- NHK杯国際フィギュアスケート競技大会・女子シングル（2021年11月12日 - 14日）
- 北京オリンピックラジオ中継（フィギュアスケート）（2022年2月8日 - 10日）
- テニスATPツアー・マスターズ1000・モンテカルロ大会（2022年4月）
- 大相撲名古屋場所九日目中継・浴衣デー（解説・元横綱白鵬 間垣親方）（2022年7月18日）

札幌放送局時代（2022年8月 - 2023年4月）
- 北海道のニュース
  - ニュース北海道645
  - ほっとニュース845